# Стара Збелютка
Стара Збелютка (пол. Stara Zbelutka) — село в Польщі, у гміні Лаґув Келецького повіту Свентокшиського воєводства. Населення — 472 особи (2011).
У 1975—1998 роках село належало до Келецького воєводства.

## Демографія
Демографічна структура на день 31 березня 2011 року:
|          | Загалом | Допрацездатний вік | Працездатний вік | Постпрацездатний вік |
| -------- | ------- | ------------------ | ---------------- | -------------------- |
| Чоловіки | 233     | 69                 | 135              | 29                   |
| Жінки    | 239     | 54                 | 116              | 69                   |
| Разом    | 472     | 123                | 251              | 98                   |